# جون جاي مكمان
جون جاي مكمان (بالإنجليزية: John J. McMahon)‏ هو مهندس معماري أمريكي، ولد في 1875 في هارتفورد في الولايات المتحدة، وتوفي في 1958.